# Język alumu-tesu
Język alumu-tesu (inaczej: alumu, arum-cesu, arum-chessu, arum-tesu) – język nigero-kongijski z podgrupy plateau w obrębie grupy benue-kongijskiej, używany w stanie Nassarawa, w środkowej Nigerii.

## Dialekty
Różnią się jedynie intonacją.
- alumu (arum) – używany w 7 wioskach
- tesu – używany w 1 wiosce